# Gabriel
Габриэль (ивр. גבריאל‎, англ. Gabriel) — израильская противокорабельная крылатая ракета, разработана корпорацией IAI. Поступила на вооружение в конце 1960-х годов. Третья в мире противокорабельная ракета (первыми в мире были советская П-15 Термит (1960 г.) и шведская Robot 08 (1965 г.)).
Успешно применялась во время Войны на истощение против ВМС Сирии и ВМС Египта в конце 1960-х годов, и Войны Судного дня 1973 года. Данными ракетами вооружались израильские ракетные катера ВМС. Оснащалась полуактивной головкой самонаведения, дальность полёта около 25 км. Боеголовка ракеты «Габриэль» весила 180 кг.
В начале 1970-х годов была разработана ракета Gabriel Mk2. Она отличалась от Mk1 увеличенной до 36 км дальностью полёта, достигнутой благодаря увеличению размеров и улучшению маршевого твердотопливного двигателя. Наличие полуактивной головки самонаведения значительно ограничивали боевые возможности корабля носителя, РЛС которого должна находиться в рабочем режиме до момента поражения цели, что повышает уязвимость корабля носителя. Стартовавшая ракета полого снижается по программе до высоты 20 м, после чего выполняет горизонтальный полёт (180-кг боеголовка, в том числе 75 кг ВВ).
Модификации ракеты Gabriel MkЗ оснащаются активной радиолокационной головкой самонаведения (ГСН). При наведении с помощью инерциальной навигационной системы и БЦВМ предусматривается вывод ракеты в зону цели и включение в назначенной (расчётной) точке ГСН. Данная модификация может запускаться и с самолётов (авиационный вариант «Габриэль Мк3 A/S»). На участке самонаведения высота полёта в зависимости от волнения моря составляет 1,5—4 м (150-кг боеголовка) дальность стрельбы 36 км (60 км при использовании турбореактивного двигателя вместо ракетного «Габриэль Мк3 A/S»).
Ракета Gabriel имеет нормальную аэродинамическую схему. Корпус состоит из трёх отсеков. В первом отсеке находится система наведения (ИНС и ГСН), во втором — двигательная установка, в третьем — полубронебойная боевая часть, оснащённая контактным взрывателем замедленного действия. В средней части фюзеляжа расположены крестообразное крыло, в хвостовой — рули управления и силовые приводы. Ракета Gabriel MkЗ находится на вооружении ВМС Израиля с 1985 года.

## Тактико-технические характеристики
- Длина: 3,85 м
- Диаметр: 0,34 м
- Масса: 600 кг
- Размах крыльев: 1,10 м
- Дальность полёта: модели Gabriel Mk 3 A/S 36+ км
- Скорость полёта: 0,75 М
- Система наведения: ИНС+АРГСН
- Боевая часть: полубронебойная
  - Масса БЧ: 150 кг
- Двигательная установка: одноступенчатая схема, РДТТ
- Установлены на кораблях: Саар 3, Eilat

### Видео
- Видео пуска Gabriel и поражение корабля RuTube